# Oclusiva palatal sorda
La oclusiva palatal sorda es un tipo de sonido consonántico propio del sistema fonológico de varias lenguas. El signo usado en el alfabeto fonético internacional para representar este sonido es c, y el signo equivalente del X-SAMPA también es c.
Fonéticamente la oclusiva palatal sorda es similar a la africada postalveolar sorda [ʧ] (ortográficamente ch en español y otras lenguas). Sin embargo, tipológicamente c se presenta con mucha menos frecuencia que ʧ en las lenguas del mundo, puesto que es más difícil lograr que la lengua toque justamente el paladar duro sin tocar también la parte posterior de la región alveolar. Ortográficamente y en sistemas de transcripción es común usar el signo ‹c› para representar a [ʧ], a [ʦ] y a otras africadas similares, como en las lenguas indoarias y las lenguas indígenas de América (sin embargo en esos casos ‹c› no representa una auténtica oclusiva palatal). Esta práctica puede considerarse apropiada cuando el punto de articulación necesita ser especificado, pero la distinción entre oclusiva y africada no es fonológicamente relevante, y por tanto de carácter secundario. 

## Rasgos distintivos
los rasgos típicos de una oclusiva palatal sorda son:
[+ oclusiva] ([- continua])
[+ palatal]
[- sonora] ([+ sorda])
[+ oral]
[+ central]
[+ pulmonar]

## Ocurrencia
| Lengua              | Lengua                          | Palabra            | AFI         | Glosa           | Notas                                                               |
| ------------------- | ------------------------------- | ------------------ | ----------- | --------------- | ------------------------------------------------------------------- |
| Albanés             | Albanés                         | ku'q'              | [kuc]       | 'rojo'          |                                                                     |
| euskera             | euskera                         | 'tt'an'tt'a        | [canca]     | 'gotita'        |                                                                     |
| Catalán             | Mallorquín                      | san'g'             | [saɲc]      | 'sangre'        | Se corresponde con k en otras variedades. Ver fonología del catalán |
| Corso               | Corso                           | 'chj'odu           | [ˈcoːdu]    | 'uña'           | También aparece en el dialecto galurés                              |
| Checo               | Checo                           | češ't'ina          | [ˈtʃɛʃcɪna] | 'idioma checo'  |                                                                     |
| Dinka               | Dinka                           | 'c'ar              | [car]       | 'negro'         |                                                                     |
| Ega                 | Ega                             | [cá]               | [cá]        | 'entender'      |                                                                     |
| Griego              | Griego                          | 'κ'έδρος/'k'édhros | [ˈce̞ðro̞s̠]   | 'cedar'         | Ver fonología del griego moderno                                    |
| Gweno               | Gweno                           | [ca]               | [ca]        | 'venir'         |                                                                     |
| Húngaro             | Húngaro                         | 'ty'úk             | [cuːk]      | 'gallina'       | Ver fonología del húngaro                                           |
| Islandés            | Islandés                        | 'gj'óla            | [couːla]    | 'light wind'    | Ver fonología del islandés                                          |
| Irlandés            | Irlandés                        | 'c'eist            | [cɛʃtʲ]     | 'pregunta'      |                                                                     |
| Jemer               | Jemer                           | ចាប                 | [caap]      | 'bird'          | Contrastan una forma aspirada y una forma no aspirada               |
| Kinyarwanda         | Kinyarwanda                     | i'k'intu           | [iciːntu]   | 'pregunta'      |                                                                     |
| Letón               | Letón                           | 'ķ'irbis           | [ˈcirbis]   | 'calabaza'      |                                                                     |
| Luganda             | Luganda                         | caayi              | [caːji]     | 'té'            |                                                                     |
| Macedonio           | Macedonio                       | вреќа              | [ˈvrɛca]    | 'saco, costal'  |                                                                     |
| Noruego             | Dialectos del norte y centrales | fe'tt'             | [fɛcː]      | 'grasa'         | Ver fonología del noruego                                           |
| Occitano            | Limosín                         | 't'ireta           | [ciˈʀetɒ]   | 'cajón, gaveta' |                                                                     |
| Occitano            | Auvergnat                       | tirador            | [ciʀaˈdu]   | 'cajón, gaveta' |                                                                     |
| Plautdietsch        | Plautdietsch                    | 'Kj'oa'kj'         | [coac]      | 'iglesia'       |                                                                     |
| Rumano              | Rumano                          | 'ch'in             | [cin]       | 'tortura'       | Alófono de /k/ ante /i/ y /e/.                                      |
| Romanche            | Sursilvan                       | no'tg'             | [nɔc]       | 'noche'         |                                                                     |
| Romanche            | Sutsilvan                       | 'tg'àn             | [caŋ]       | 'perro'         |                                                                     |
| Romanche            | Surmiran                        | va'tg'as           | [ˈvɑcɐs]    | 'vacas'         |                                                                     |
| Romanche            | Puter                           | zü'ch'er           | [ˈtsycər]   | 'azúcar'        |                                                                     |
| Romanche            | Vallader                        | müs-'ch'el         | [ˈmyʃcəl]   | 'moss'          |                                                                     |
| eslovaco            | eslovaco                        | devä'ť'            | [ˈɟɛvæc]    | 'nueve'         |                                                                     |
| Tadaksahak          | Tadaksahak                      | ?                  | [cɛːˈnɐ]    | 'pequeño'       |                                                                     |
| Turco               | Turco                           | 'k'öyün            | [cʰœˈjyn]   | 'de la aldea')  | Ver fonología del turco                                             |
| Vietnamita          | Vietnamita                      | 'ch'ị              | [ci˧ˀ˨ʔ]    | 'hermana mayor' | [t͡ɕɔ].                                                              |
| Desierto occidental | Desierto occidental             | kutju              | [kucu]      | 'uno'           |                                                                     |